# Pohyblivý svátek
Pohyblivý svátek v křesťanství je takový svátek v liturgickém roce, který nemá pevné datum, ale datum se rok od roku mění. Nejvýznamnější pohyblivý svátek jsou Velikonoce a skupina souvisejících svátků. Datum Velikonoc se vypočítává na základě data prvního jarního úplňku. Ve východním křesťanství se tyto pohyblivé svátky nazývají Paschální kruh.
Nejvýznamnějším křesťanským svátkem je Velikonoční neděle, den zmrtvýchvstání Ježíše Krista, která připadá na první neděli po jarním úplňku. Velikonocům předchází postní doba, v západní církvi začíná Popeleční středou a trvá 40 dní, 40 dní po Velikonocích nastává Svátek Nanebevstoupení Páně a poté svátek seslání Ducha svatého (letnice).